# Murat Giginoğlu
Murat Giginoğlu (* 15. Oktober 1987 in Sinop) ist ein türkischer Beachvolleyballspieler.

## Karriere
Giginoğlu bildete 2010 ein Duo mit Engin Özbek und spielte neben diversen Satellite-Turnieren auch seine ersten Open-Turniere. Von Ende 2010 bis zu den Shanghai Open 2011 trat er mit Hakan Göğtepe an. Anschließend kam er mit Nuri Şahin zusammen. Im August kamen die beiden Türken bei der Europameisterschaft in Kristiansand nicht über die Vorrunde hinaus. Ein Jahr später spielte Murat Giginoğlu bei der EM in Scheveningen wieder mit Hakan Göğtepe. Mit zwei gewonnenen Sätzen schied das wiedervereinte Duo als Gruppenletzter aus. 2013 standen Selçuk Şekerci und Giginoğlu im Achtelfinale der Klagenfurt Europameisterschaft und erreichten bei den Durban Open ebenfalls die Runde der besten Sechzehn. Mit Engin Özbek gewann der gebürtige Sinoper im folgenden Jahr zwei nationale Turniere. Mit Volkan Göğtepe gelang Giginoğlu Ende 2014 und Anfang 2015 der Sprung in die Weltspitze: Beim Sao Paulo Grand Slam belegten sie Platz fünf und bei den Luzern Open gelang ihnen mit Platz drei als erstem türkischen Team überhaupt der Sprung aufs Treppchen bei der FIVB World Tour. Beim höchstklassigen Major-Event in Poreč wurden sie Neunte, beim Grand Slam in Yokohama und bei den Katar Open standen sie im Viertelfinale.
Mit Safa Urlu ergaben sich einige Stockerl-Platzierungen bei der Snow-Tour, Satelliten-Veranstaltungen und nationalen Turnieren, anschließend gab es mit Hasan Huseyin Mermer ähnliche Resultate, unter anderem eine Bronzemedaille beim Ein-Stern-Event in Aalsmeer 2017. Ab dem folgenden Spieljahr trat Murat G. wieder mit Volkan Göğtepe an und erreichte mit ihm seinen bis dahin größten Erfolg. Die beiden gewannen bei den Mittelmeerspielen ihr Halbfinale gegen Quincy Ayé und Youssef Krou und das Endspiel gegen Enrico Rossi und Marco Caminati. Der Einzug in die Runde der letzten sechzehn Teams bei den Vier-Sterne-Veranstaltungen in Moskau und Espinho, das Erreichen des Viertelfinales beim Drei-Sterne-Event in Kuala Lumpur sowie das Überstehen der Vorrunden der Europameisterschaften 2018 und 2019 waren weitere Highlights in der Karriere der beiden Türken. 2021 trennten sie sich wieder. Nach einer einjährigen Pause bestritt Giginoğlu noch drei nationale Turniere mit Yasin Baysal, je eine Viertel-, Halb- und Finalteilnahme standen dabei zu Buche.